# Stephen Elop

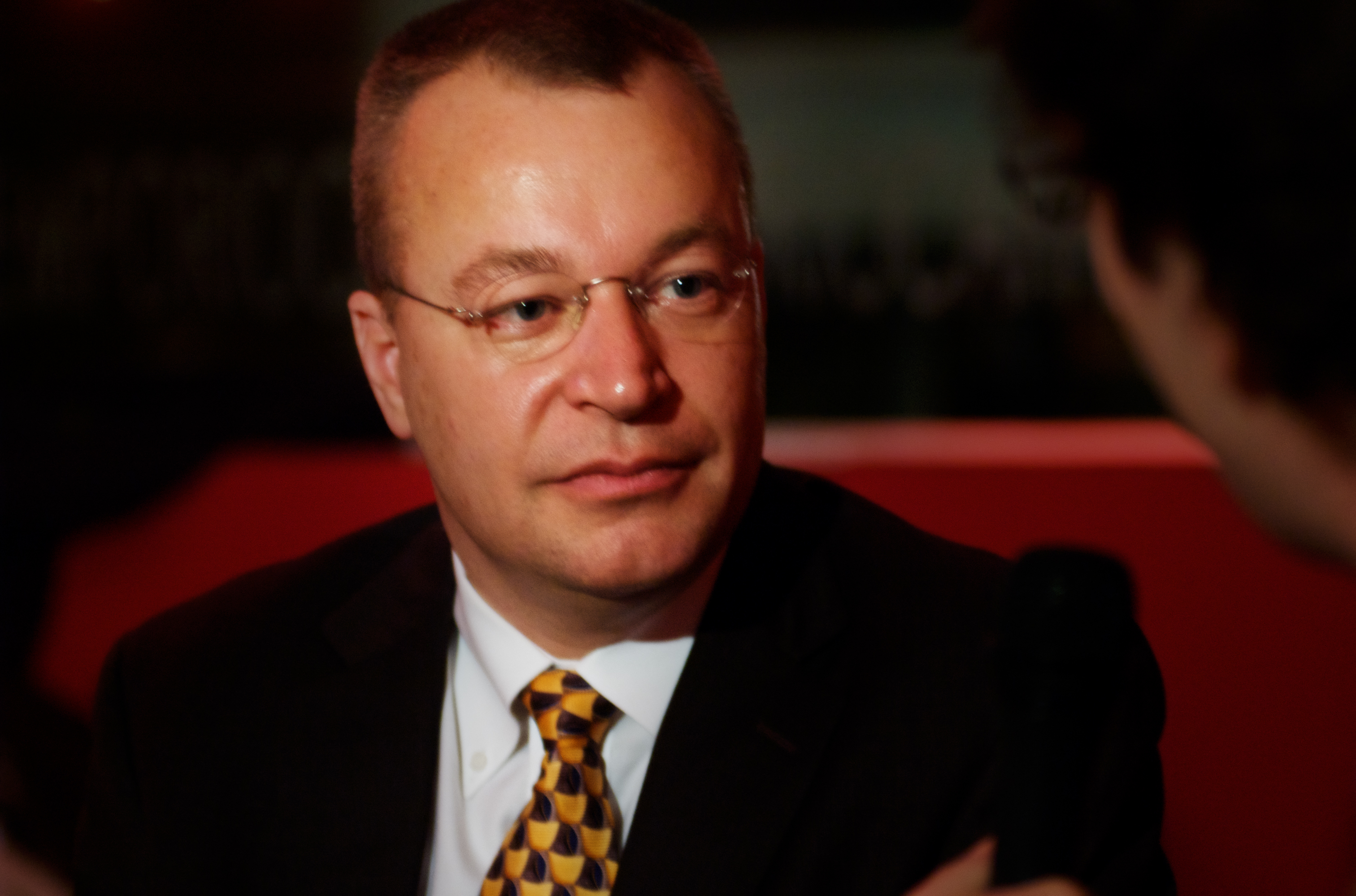
Stephen Elop (2008)

Stephen Elop (* 31. Dezember 1963 in Ancaster, Ontario, Kanada) ist ein kanadischer Manager. Er war vom 21. September 2010 bis 3. September 2013 als Nachfolger von Olli-Pekka Kallasvuo der erste Nicht-Finne als Präsident und CEO von Nokia. Nach seinem Rücktritt als Nokia-CEO war er Chef der Handysparte, die 2014 an Microsoft verkauft wurde.

## Leben
Elop absolvierte an der McMaster University in Hamilton (Ontario) ein Studium der Fächer Technische Informatik und Management, das er 1986 mit dem akademischen Grad Bachelor of Engineering abschloss. 2009 verlieh ihm die McMaster University die Ehrendoktorwürde.
Elop war CEO beim Softwarehersteller Macromedia. Nach der Übernahme seines Unternehmens durch Adobe 2005 übernahm er die Verantwortung für den weltweiten Vertrieb und die Verkaufstätigkeiten von Adobe Inc. Anschließend war Elop Chief Operating Officer (COO) bei Juniper Networks, einem Anbieter von Netzwerk-Infrastruktur und Partner von Microsoft. Im Januar 2008 wurde er Präsident der Geschäftskunden-Abteilung von Microsoft und war damit als Teil des Top-Managements an der allgemeinen Strategiefindung von Microsoft beteiligt. 
2010 ging Elop als CEO zu Nokia, wo er am 11. Februar 2011 ankündigte, dass Nokia seine zukünftigen Smartphones statt mit dem Betriebssystem Symbian mit Windows Phone von Microsoft ausliefern wolle. Diese Entscheidung wurde später als einer der Hauptgründe für den Niedergang von Nokia angesehen. Im Zuge der Übernahme der Nokia-Handysparte im Jahr 2014 kehrte er zu Microsoft zurück und wurde Vizepräsident der Microsoft Devices Group. Im Rahmen des Wechsels erhielt Elop eine Abfindung in Höhe von fast 19 Mio. Euro.

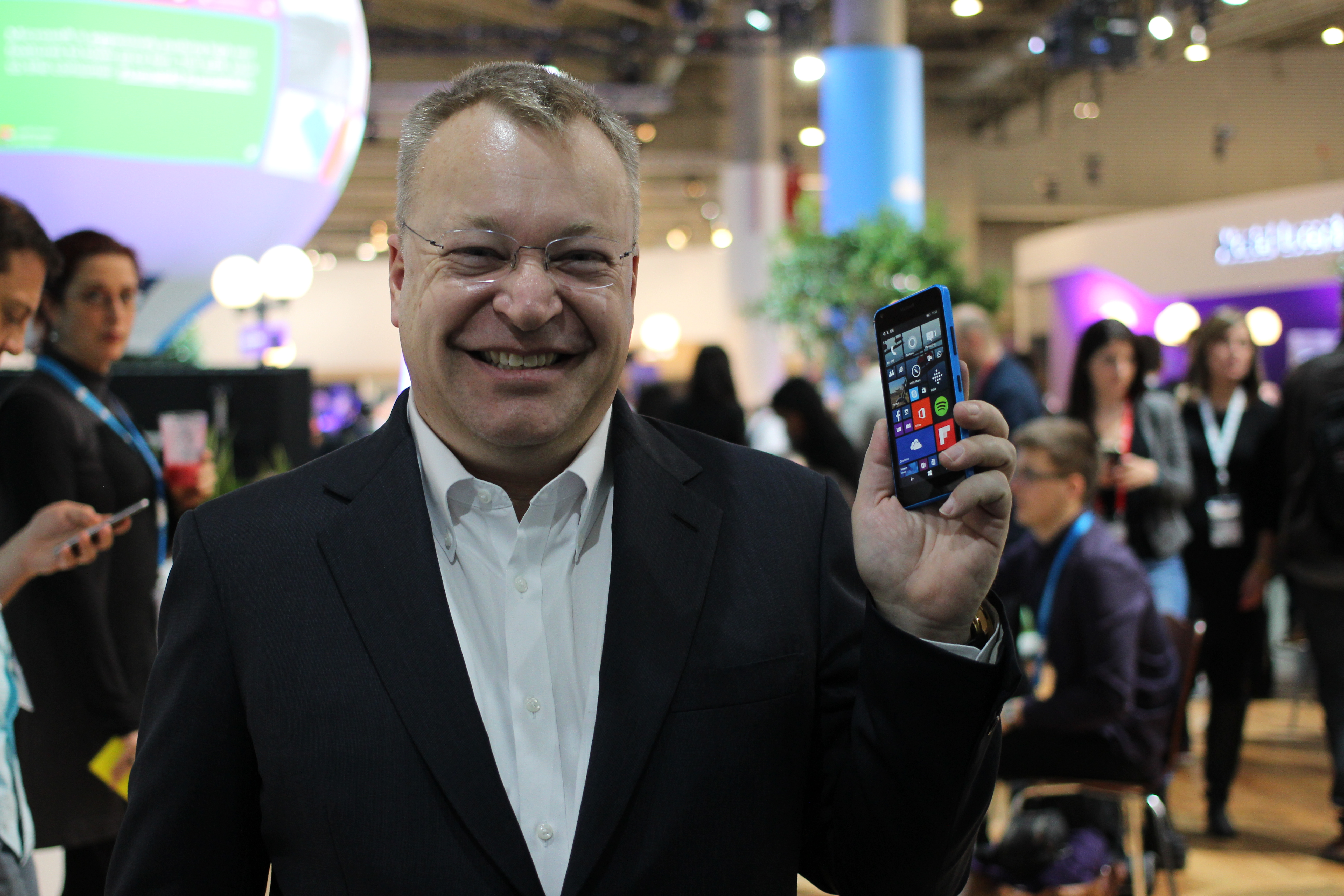
Stephen Elop und ein Lumia 640

Sein Verhalten bei der Entlassung von 12.500 der 25.000 von Microsoft übernommenen Nokia-Angestellten, die er in zwei Sätzen abhandelte, wurde kritisiert.
Am 17. Juni 2015 gab Microsoft-Chef Satya Nadella in einer E-Mail die Trennung von Elop bekannt. Er arbeitet heute in einer leitenden Position für Nintex.